# Конрад I фон Кирбург
Конрад I фон Кирбург (на немски: Konrad I, Wildgraf, Graf von Kyrburg; * ок. 1116 в Кирбург; † сл. 1170) е вилдграф и граф в Кирбург (над град Кирн), Шмидтбург и Флонхайм в Рейнланд-Пфалц.
Той е син на граф Емих/Емихо I/II фон Лайнинген, Шмидтбург и Кирбург († 1141) и внук на граф Емих I фон Лайнинген, Наегау и Вормгау († 1117) и правнук на Герлах фон Флонхайм († сл. 1112), граф на Флонхайм, Велденц и Лайнинген. Брат е на граф Емих I фон Наумбург, рауграф в Зимерн († сл. 1172)

## Фамилия
Конрад I фон Кирбург се жени ок. 1145 г. за Матилда фон Бар (* ок. 1127) (Дом Скарпон), дъщеря на граф Райналд I фон Бар, Мусон, Бри, Вердюн († 10 април 1149) и Гизела от Водемон († пр. 26 декември 1127). Те имат децата:Те имат децата:
- Герхард I фон Кирбург-Моншау († сл. 1198/1208), вилд-граф на Кирбург-Моншау, женен пр. 1198/1202 г. за Агнес Баварска фон Вителсбах (* ок. 1149; † сл. 1219)
- Конрад фон Кирбург († сл. 1186), абат на „Св. Максимин“ в Трир (1180 – 1186)
- Мауд (Матилда) де Вилдграф († сл. 1221), омъжена пр. 16 септември 1176 г. за граф Манасес III/V фон Ретел († 1198/1200)
- Кунигунда фон Кирбург, омъжена за граф Хуго I фон Близкастел-Люневил († сл. 1229)